# Coppa del Mondo di nuoto 2013
La XXV edizione della Coppa del Mondo di nuoto (FINA Swimming World Cup 2013) si disputò dal 7 agosto al 14 novembre 2013.
Le tappe in calendario furono otto: rispetto alle otto dell'edizione precedente, quella di Eindhoven, subentrò a Stoccolma.
Il sudafricano Chad le Clos conquistò il trofeo per la seconda volta in carriera. In campo femminile ci fu la conferma del secondo titolo anche per l'ungherese Katinka Hosszú, dominatrice della manifestazione con 32 gare vinte.

## Calendario
| Cluster | # | Date             | Sede                       | Impianto                                      |
| ------- | - | ---------------- | -------------------------- | --------------------------------------------- |
| Europa  | 1 | 7 - 8 agosto     | Eindhoven, Paesi Bassi     | Pieter van den Hoogenband Swimming Stadium    |
| Europa  | 2 | 1 - 11 agosto    | Berlino, Germania          | Europa-Sportpark                              |
| Europa  | 3 | 12 - 13 ottobre  | Mosca, Russia              | Olympiisky Tcenter                            |
| Asia 1  | 4 | 17 - 18 ottobre  | Dubai, Emirati Arabi Uniti | Hamdan bin Mohammed bin Rashid Sports Complex |
| Asia 1  | 5 | 20 - 21 ottobre  | Doha, Qatar                | Hamad Aquatic Centre                          |
| Asia 2  | 6 | 5 - 6 novembre   | Singapore                  | Singapore Sports School                       |
| Asia 2  | 7 | 9 - 10 novembre  | Tokyo, Giappone            | Tatsumi International Swimming Center         |
| Asia 2  | 8 | 13 - 14 novembre | Pechino, Cina              | Centro acquatico nazionale                    |

## Classifiche finali

### Maschile
| Pos.    | Atleta               | Nazionale         | Tot. | Paesi Bassi (bandiera) | Germania (bandiera) | Russia (bandiera) | Emirati Arabi Uniti (bandiera) | Qatar (bandiera) | Singapore (bandiera) | Giappone (bandiera) | Cina (bandiera) |
| ------- | -------------------- | ----------------- | ---- | ---------------------- | ------------------- | ----------------- | ------------------------------ | ---------------- | -------------------- | ------------------- | --------------- |
| Oro     | Chad le Clos         | Sudafrica         | 574  | 74                     | 54                  | 69                | 69                             | 66               | 104                  | 75                  | 63              |
| Argento | Vladimir Morozov     | Russia            | 414  | 33                     | 54                  | 54                | 54                             | 45               | 63                   | 42                  | 69              |
| Bronzo  | Robert Hurley        | Australia         | 285  | 21                     | 24                  | 51                | 45                             | 39               | 36                   | 36                  | 33              |
| 4       | Roland Schoeman      | Sudafrica         | 213  | 21                     | 36                  | 33                | 24                             | 33               | 21                   | 18                  | 27              |
| 5       | Kenneth To           | Australia         | 192  | 27                     | 21                  | 51                | 39                             | 54               | -                    | -                   | -               |
| 6       | Dániel Gyurta        | Ungheria          | 189  | 39                     | 45                  | -                 | -                              | -                | 36                   | 45                  | 24              |
| 7       | Thomas Schields      | Stati Uniti       | 186  | 15                     | 12                  | 18                | 54                             | 57               |                      | 9                   | 21              |
| 8       | Myles Brown          | Sudafrica         | 144  | 18                     | 6                   | 30                | 24                             | 27               | 18                   | -                   | 21              |
| 9       | George Bovell        | Trinidad e Tobago | 111  | 30                     | 6                   | 12                | 15                             | 6                | 18                   | 15                  | 9               |
| 9       | Korzeniowski Pawel   | Polonia           | 111  | -                      | 15                  | 24                | 15                             | 21               | 18                   | 6                   | 12              |
| 11      | Thomas Fraser-Holmes | Australia         | 108  | -                      | -                   | -                 | -                              | -                | 39                   | 33                  | 36              |
| 12      | Eugene Godsoe        | Stati Uniti       | 96   | -                      | -                   | -                 | -                              | -                | 36                   | 24                  | 36              |
| 13      | Michael Jamieson     | Gran Bretagna     | 94   | 6                      | 6                   | 18                | 21                             | 12               | 6                    | 6                   | 9               |
| 14      | Ashley Delaney       | Australia         | 81   | 30                     | -                   | 30                | 6                              | 6                | -                    | -                   | 9               |
| 14      | Radosław Kawęcki     | Polonia           | 81   | 12                     | 21                  | 6                 | 24                             | 18               | -                    | -                   | -               |

### Femminile
| Pos.    | Atleta              | Nazionale     | Tot. | Paesi Bassi (bandiera) | Germania (bandiera) | Russia (bandiera) | Emirati Arabi Uniti (bandiera) | Qatar (bandiera) | Singapore (bandiera) | Giappone (bandiera) | Cina (bandiera) |
| ------- | ------------------- | ------------- | ---- | ---------------------- | ------------------- | ----------------- | ------------------------------ | ---------------- | -------------------- | ------------------- | --------------- |
| Oro     | Katinka Hosszú      | Ungheria      | 840  | 161                    | 121                 | 102               | 90                             | 105              | 104                  | 75                  | 63              |
| Argento | Alia Atkinson       | Giamaica      | 303  | 30                     | 27                  | 21                | 57                             | 39               | 54                   | 42                  | 33              |
| Bronzo  | Mireia Belmonte     | Spagna        | 280  | 15                     | 42                  | 73                | 39                             | 18               | 27                   | 24                  | 42              |
| 4       | Daryna Zevina       | Ucraina       | 228  | 12                     | 12                  | 42                | 42                             | 51               | 12                   | 30                  | 27              |
| 5       | Sarah Sjöström      | Svezia        | 183  | 21                     | 6                   | 60                | -                              | -                | 33                   | 33                  | 30              |
| 5       | Emily Seebohm       | Australia     | 183  | 33                     | 30                  | -                 | 42                             | -                | 36                   | 21                  | 21              |
| 7       | Alicia Coutts       | Australia     | 138  | -                      | -                   | -                 | -                              | -                | 36                   | 51                  | 51              |
| 7       | Lauren Boyle        | Nuova Zelanda | 138  | 36                     | 30                  | -                 | -                              | -                | 24                   | 24                  | 24              |
| 9       | Ranomi Kromowidjojo | Paesi Bassi   | 134  | 62                     | 24                  | -                 | 24                             | 24               | -                    | -                   | -               |
| 10      | Melania Costa       | Spagna        | 132  | 9                      | 12                  | 18                | 27                             | 27               | 15                   | 9                   | 15              |
| 11      | Jeanette Ottesen    | Danimarca     | 129  | 36                     | 21                  | -                 | 36                             | 36               | -                    | -                   | -               |
| 12      | Julija Efimova      | Russia        | 102  | -                      | -                   | 39                | 33                             | 30               | -                    | -                   | -               |
| 13      | Sophie Allen        | Gran Bretagna | 99   | -                      | -                   | 18                | 9                              | 18               | 15                   | 24                  | 15              |
| 14      | Cate Campbell       | Australia     | 84   | -                      | -                   | -                 | -                              | -                | 24                   | 24                  | 36              |
| 15      | Rūta Meilutytė      | Lituania      | 80   | -                      | -                   | 80                | -                              | -                | -                    | -                   | -               |

### Classifiche guadagni
Gli atleti che ottennero i maggiori guadagni in questa edizione (grazie alle vittorie e ai piazzamenti) furono i vincitori della coppa generale, l'ungherese Katinka Hosszú e il sudafricano Chad le Clos.
| Pos. | Atleta           | US$     |
| ---- | ---------------- | ------- |
| 1    | Chad le Clos     | 305.000 |
| 2    | Vladimir Morozov | 183.000 |
| 3    | Bobby Hurley     | 97.750  |

| Pos. | Atleta          | US$     |
| ---- | --------------- | ------- |
| 1    | Katinka Hosszú  | 364.750 |
| 2    | Alia Atkinson   | 136.000 |
| 3    | Mireia Belmonte | 119.500 |

## Vincitori

### Eindhoven
Fonte
| Gara                | Atleti                                                                | Perf.                           | Gara         | Atleti                                                                     | Perf.                           | Gara   | Atleti                              | Perf.           |
| ------------------- | --------------------------------------------------------------------- | ------------------------------- | ------------ | -------------------------------------------------------------------------- | ------------------------------- | ------ | ----------------------------------- | --------------- |
| Stile libero        |                                                                       |                                 |              |                                                                            |                                 |        |                                     |                 |
| 50 m                | Vladimir Morozov Ranomi Kromowidjojo                                  | 22"66 23"24                     | 200 m        | Yannick Agnel Sarah Sjöström                                               | 1'42"33 1'52"26                 | 800 m  | Lauren Boyle                        | 8'01"22         |
| 100 m               | James Magnussen Ranomi Kromowidjojo                                   | 45"60 51"54                     | 400 m        | Yannick Agnel Lauren Boyle                                                 | 3'37"55 3'55"16                 | 1500 m | Gregorio Paltrinieri                | 14'27"65        |
| Dorso               |                                                                       |                                 |              |                                                                            |                                 |        |                                     |                 |
| 50 m                | Ashley Delaney Aya Terakawa                                           | 23"28 26"20                     | 100 m        | Ashley Delaney Robert Hurley Aya Terakawa                                  | \| 50"42 \| \| 56"34 \|         | 200 m  | Radosław Kawęcki Daryna Zevina      | 1'48"54 2'02"04 |
| Rana                |                                                                       |                                 |              |                                                                            |                                 |        |                                     |                 |
| 50 m                | Roland Schoeman Alia Atkinson                                         | 25"86 29"42                     | 100 m        | Fabio Scozzoli Alia Atkinson                                               | 56"49 1'03"90                   | 200 m  | Dániel Gyurta Rikke Møller Pedersen | 2'01"44 2'17"05 |
| Farfalla            |                                                                       |                                 |              |                                                                            |                                 |        |                                     |                 |
| 50 m                | Steffen Deibler Jeanette Ottesen                                      | 22"17 24"87                     | 100 m        | Chad le Clos Jeanette Ottesen                                              | 49"08 55"97                     | 200 m  | Chad le Clos Katinka Hosszú         | 1'49"04 2'03"67 |
| Misti               |                                                                       |                                 |              |                                                                            |                                 |        |                                     |                 |
| 100 m               | George Bovell Katinka Hosszú                                          | 51"15 57"50                     | 200 m        | To Kennet Katinka Hosszú                                                   | 1'52"40 2'03"20                 | 400 m  | Daiya Seto Katinka Hosszú           | 4'00"33 4'22"18 |
| Staffette           |                                                                       |                                 |              |                                                                            |                                 |        |                                     |                 |
| 4x50 m stile libero | Australia Abood Matthew James Magnussen Brittany Elsmilie Emma McKeon | 1'29"31 21"21 20"64 23"97 23"49 | 4x50 m mista | Germania Theresa Michalak Hendrick Feldwehr Dorothea Brandt Britta Steffen | 1'39"38 27"95 26"18 22"11 23"14 |        |                                     |                 |
| 50"42               |                                                                       |                                 |              |                                                                            |                                 |        |                                     |                 |
| 56"34               |                                                                       |                                 |              |                                                                            |                                 |        |                                     |                 |

### Berlino
Fonte
| Gara                | Atleti                                                                                  | Perf.                           | Gara         | Atleti                                                     | Perf.                           | Gara   | Atleti                              | Perf.           |
| ------------------- | --------------------------------------------------------------------------------------- | ------------------------------- | ------------ | ---------------------------------------------------------- | ------------------------------- | ------ | ----------------------------------- | --------------- |
| Stile libero        |                                                                                         |                                 |              |                                                            |                                 |        |                                     |                 |
| 50 m                | Roland Schoeman Ranomi Kromowidjojo                                                     | 20"86 23"72                     | 200 m        | Yannick Agnel Femke Heemskerk                              | 1'41"26 1'52"25                 | 800 m  | Mireia Belmonte                     | 7'59"34         |
| 100 m               | Vladimir Morozov Ranomi Kromowidjojo                                                    | 45"74 51"28                     | 400 m        | Tyler Clary Mireia Belmonte                                | 3'36"86 3'54"52                 | 1500 m | Gregorio Paltrinieri                | 14'30"74        |
| Dorso               |                                                                                         |                                 |              |                                                            |                                 |        |                                     |                 |
| 50 m                | Robert Hurley Aya Terakawa                                                              | 23"20 26"06                     | 100 m        | Robert Hurley Aya Terakawa                                 | 50"01 56"10                     | 200 m  | Radosław Kawęcki Daryna Zevina      | 1'47"63 2'00"81 |
| Rana                |                                                                                         |                                 |              |                                                            |                                 |        |                                     |                 |
| 50 m                | Roland Schoeman Alia Atkinson                                                           | 25"65 29"31                     | 100 m        | Fabio Scozzoli Rikke Møller Pedersen                       | 56"58 1'03"74                   | 200 m  | Dániel Gyurta Rikke Møller Pedersen | 2'01"37 2'15"93 |
| Farfalla            |                                                                                         |                                 |              |                                                            |                                 |        |                                     |                 |
| 50 m                | Roland Schoeman Ilaria Bianchi                                                          | 22"05 25"62                     | 100 m        | Thomas Shields Jeanette Ottesen                            | 49"01 55"74                     | 200 m  | Chad le Clos Katinka Hosszú         | 1'49"90 2'03"36 |
| Misti               |                                                                                         |                                 |              |                                                            |                                 |        |                                     |                 |
| 100 m               | Vladimir Morozov Katinka Hosszú                                                         | 51"13 57"74                     | 200 m        | Kenneth To Katinka Hosszú                                  | 1'52"01 2'03"25                 | 400 m  | Daiya Seto Katinka Hosszú           | 3'58"84 4'20"85 |
| Staffette           |                                                                                         |                                 |              |                                                            |                                 |        |                                     |                 |
| 4x50 m stile libero | Paesi Bassi Sebastiaan Verschuren Femke Heemskerk Ranomi Kromowidjojo Jasper Van Mierlo | 1'30"33 21"92 23"90 23"23 21"28 | 4x50 m mista | Australia Robert Hurley Kenneth To Ellen Gandy Emma McKeon | 1'40"95 23"73 26"96 25"84 24"42 |        |                                     |                 |

### Mosca
Fonte
| Gara                | Atleti                                                                     | Perf.                           | Gara         | Atleti                                                                  | Perf.                           | Gara   | Atleti                               | Perf.           |
| ------------------- | -------------------------------------------------------------------------- | ------------------------------- | ------------ | ----------------------------------------------------------------------- | ------------------------------- | ------ | ------------------------------------ | --------------- |
| Stile libero        |                                                                            |                                 |              |                                                                         |                                 |        |                                      |                 |
| 50 m                | Vladimir Morozov Sarah Sjöström                                            | 20"59 24"20                     | 200 m        | Paweł Korzeniowski Sarah Sjöström                                       | 1'44"12 1'53"79                 | 800 m  | Mireia Belmonte                      | 8'19"55         |
| 100 m               | Vladimir Morozov Sarah Sjöström                                            | 45"68 51"93                     | 400 m        | Myles Brown Melania Costa                                               | 3'41"79 4'01"71                 | 1500 m | Myles Brown                          | 14'43"52        |
| Dorso               |                                                                            |                                 |              |                                                                         |                                 |        |                                      |                 |
| 50 m                | Robert Hurley Daryna Zevina                                                | 23"44 27"12                     | 100 m        | Robert Hurley Daryna Zevina                                             | 50"32 56"91                     | 200 m  | Ashley Delaney Daryna Zevina         | 1'50"70 2'02"95 |
| Rana                |                                                                            |                                 |              |                                                                         |                                 |        |                                      |                 |
| 50 m                | Roland Schoeman Rūta Meilutytė                                             | 25"83 28"89                     | 100 m        | Kenneth To Rūta Meilutytė                                               | 58"42 1'02"36                   | 200 m  | Viatcheslav Sinkevich Julija Efimova | 2'05"61 2'18"50 |
| Farfalla            |                                                                            |                                 |              |                                                                         |                                 |        |                                      |                 |
| 50 m                | Roland Schoeman Sarah Sjöström                                             | 22"36 25"56                     | 100 m        | Chad le Clos Sarah Sjöström                                             | 49"34 57"04                     | 200 m  | Chad le Clos Katinka Hosszú          | 1'49"83 2'06"80 |
| Misti               |                                                                            |                                 |              |                                                                         |                                 |        |                                      |                 |
| 100 m               | Vladimir Morozov Rūta Meilutytė                                            | 51"61 58"57                     | 200 m        | Chad le Clos Katinka Hosszú                                             | 1'53"04 2'06"86                 | 400 m  | Dávid Verrasztó Katinka Hosszú       | 4'06"92 4'30"65 |
| Staffette           |                                                                            |                                 |              |                                                                         |                                 |        |                                      |                 |
| 4x50 m stile libero | Russia Rozaliya Nasretdinnova Dmitry Ermakov Artem Lobuzov Maria Raznikova | 1'33"01 24"56 21"97 22"06 24"42 | 4x50 m mista | Russia Vitaly Borisov Oleg Utekhin Olga Klyuchnikova Viktoriya Andreeva | 1'43"16 24"36 26"93 27"02 24"85 |        |                                      |                 |

### Dubai
Fonte
| Gara                | Atleti                                                         | Perf.                           | Gara         | Atleti                                                           | Perf.                           | Gara   | Atleti                          | Perf.           |
| ------------------- | -------------------------------------------------------------- | ------------------------------- | ------------ | ---------------------------------------------------------------- | ------------------------------- | ------ | ------------------------------- | --------------- |
| Stile libero        |                                                                |                                 |              |                                                                  |                                 |        |                                 |                 |
| 50 m                | Vladimir Morozov Ranomi Kromowidjojo                           | 20"66 24"02                     | 200 m        | Robert Hurley Katinka Hosszú                                     | 1'44"12 1'53"21                 | 800 m  | Mireia Belmonte                 | 8'14"12         |
| 100 m               | Vladimir Morozov Ranomi Kromowidjojo                           | 45"84 52"48                     | 400 m        | Robert Hurley Melania Costa                                      | 3'40"24 4'00"39                 | 1500 m | Gregorio Paltrinieri            | 14'36"25        |
| Dorso               |                                                                |                                 |              |                                                                  |                                 |        |                                 |                 |
| 50 m                | Robert Hurley Aleksandra Urbańczyk                             | 23"31 26"70                     | 100 m        | Robert Hurley Sayaka Akasa                                       | 50"15 57"24                     | 200 m  | Radosław Kawęcki Daryna Zevina  | 1'49"70 2'01"66 |
| Rana                |                                                                |                                 |              |                                                                  |                                 |        |                                 |                 |
| 50 m                | Roland Schoeman Julija Efimova                                 | 25"96 29"27                     | 100 m        | Kenneth To Alia Atkinson                                         | 58"29 1'02"91                   | 200 m  | Michael Jamieson Julija Efimova | 2'06"88 2'19"73 |
| Farfalla            |                                                                |                                 |              |                                                                  |                                 |        |                                 |                 |
| 50 m                | Roland Schoeman Jeanette Ottesen                               | 25"03 25"62                     | 100 m        | Chad le Clos Jeanette Ottesen                                    | 49"14 56"47                     | 200 m  | Chad le Clos Katinka Hosszú     | 1'49"07 2'06"30 |
| Misti               |                                                                |                                 |              |                                                                  |                                 |        |                                 |                 |
| 100 m               | Kenneth To Alia Atkinson                                       | 51"64 58"45                     | 200 m        | Chad le Clos Katinka Hosszú                                      | 1'53"21 2'06"58                 | 400 m  | Dávid Verrasztó Katinka Hosszú  | 4'05"30 4'29"09 |
| Staffette           |                                                                |                                 |              |                                                                  |                                 |        |                                 |                 |
| 4x50 m stile libero | Giappone Shinri Shioura Sayaka Akase Kenta Ito Kanako Watanabe | 1'32"52 21"63 25"28 20"70 24"71 | 4x50 m mista | Australia Robert Hurley Kenneth To Belinda Hocking Emily Seebhom | 1'42"31 23"54 26"86 27"51 24"40 |        |                                 |                 |

### Doha
Fonte
| Gara                | Atleti                                                                  | Perf.                           | Gara         | Atleti                                                                       | Perf.                           | Gara   | Atleti                           | Perf.           |
| ------------------- | ----------------------------------------------------------------------- | ------------------------------- | ------------ | ---------------------------------------------------------------------------- | ------------------------------- | ------ | -------------------------------- | --------------- |
| Stile libero        |                                                                         |                                 |              |                                                                              |                                 |        |                                  |                 |
| 50 m                | Vladimir Morozov Ranomi Kromowidjojo                                    | 21"03 23"69                     | 200 m        | Paweł Korzeniowski Katinka Hosszú                                            | 1'44"00 1'53"53                 | 800 m  | Mireia Belmonte                  | 8'14"18         |
| 100 m               | Vladimir Morozov Ranomi Kromowidjojo                                    | 45"94 52"29                     | 400 m        | Robert Hurley Melania Costa                                                  | 3'39"59 3'59"88                 | 1500 m | Myles Brown                      | 14'36"19        |
| Dorso               |                                                                         |                                 |              |                                                                              |                                 |        |                                  |                 |
| 50 m                | Jérémy Stravius Aleksandra Urbańczyk                                    | 22"99 26"49                     | 100 m        | Thomas Shields Daryna Zevina                                                 | 50"23 57"48                     | 200 m  | Radosław Kawęcki Daryna Zevina   | 1'48"93 2'01"17 |
| Rana                |                                                                         |                                 |              |                                                                              |                                 |        |                                  |                 |
| 50 m                | Roland Schoeman Julija Efimova                                          | 25"83 29"22                     | 100 m        | Vladimir Morozov Alia Atkinson                                               | 57"53 1'03"38                   | 200 m  | Michael Jamieson Kanako Watanabe | 2'05"93 2'18"90 |
| Farfalla            |                                                                         |                                 |              |                                                                              |                                 |        |                                  |                 |
| 50 m                | Roland Schoeman Jeanette Ottesen                                        | 22"30 25"06                     | 100 m        | Thomas Shields Jeanette Ottesen                                              | 48"80 56"74                     | 200 m  | Chad le Clos Katinka Hosszú      | 1'49"07 2'06"60 |
| Misti               |                                                                         |                                 |              |                                                                              |                                 |        |                                  |                 |
| 100 m               | Kenneth To Katinka Hosszú                                               | 51"19 58"43                     | 200 m        | Chad le Clos Katinka Hosszú                                                  | 1'53"32 2'05"45                 | 400 m  | Chad le Clos Katinka Hosszú      | 4'03"23 4'28"81 |
| Staffette           |                                                                         |                                 |              |                                                                              |                                 |        |                                  |                 |
| 4x50 m stile libero | Francia Florent Manaudou Jérémy Stravius Mélanie Henique Anna Santamans | 1'31"14 21"22 20"87 24"61 24"44 | 4x50 m mista | Francia Jérémy Stravius Giacomo Perez-Dortona Mélanie Henique Anna Santamans | 1'39"54 23"15 26"41 25"45 24"53 |        |                                  |                 |

### Singapore
Fonte
| Gara                | Atleti                                                                      | Perf.                           | Gara         | Atleti                                                                 | Perf.                           | Gara   | Atleti                              | Perf.           |
| ------------------- | --------------------------------------------------------------------------- | ------------------------------- | ------------ | ---------------------------------------------------------------------- | ------------------------------- | ------ | ----------------------------------- | --------------- |
| Stile libero        |                                                                             |                                 |              |                                                                        |                                 |        |                                     |                 |
| 50 m                | Vladimir Morozov Cate Campbell                                              | 20"78 23"85                     | 200 m        | Chad le Clos Emma McKeon                                               | 1'42"29 1'52"40                 | 800 m  | Lauren Boyle                        | 8'10"80         |
| 100 m               | Vladimir Morozov Cate Campbell                                              | 45"67 51"67                     | 400 m        | Robert Hurley Lauren Boyle                                             | 3'38"69 4'00"78                 | 1500 m | Myles Brown                         | 14'56"94        |
| Dorso               |                                                                             |                                 |              |                                                                        |                                 |        |                                     |                 |
| 50 m                | Eugene Godsoe Emily Seebhom                                                 | 23"12 26"70                     | 100 m        | Eugene Godsoe Katinka Hosszú                                           | 50"21 57"04                     | 200 m  | Eugene Godsoe Daryna Zevina         | 1'50"56 2'02"32 |
| Rana                |                                                                             |                                 |              |                                                                        |                                 |        |                                     |                 |
| 50 m                | Roland Schoeman Alia Atkinson                                               | 25"68 28"94                     | 100 m        | Dániel Gyurta Alia Atkinson                                            | 57"31 1'03"48                   | 200 m  | Dániel Gyurta Mio Motegi            | 2'02"62 2'18"63 |
| Farfalla            |                                                                             |                                 |              |                                                                        |                                 |        |                                     |                 |
| 50 m                | Chad le Clos Sarah Sjöström                                                 | 22"24 25"34                     | 100 m        | Chad le Clos Katinka Hosszú                                            | 50"04 56"58                     | 200 m  | Chad le Clos Franziska Hentke       | 1'48"56 2'04"42 |
| Misti               |                                                                             |                                 |              |                                                                        |                                 |        |                                     |                 |
| 100 m               | Vladimir Morozov Katinka Hosszú                                             | 51"36 58"29                     | 200 m        | Chad le Clos Katinka Hosszú                                            | 1'53"36 2'05"33                 | 400 m  | Thomas Frazer-Holmes Katinka Hosszú | 4'01"98 4'27"60 |
| Staffette           |                                                                             |                                 |              |                                                                        |                                 |        |                                     |                 |
| 4x50 m stile libero | Brasile Nicholas Oliveira Fernando Silva Larissa Oliveira Graciele Herrmann | 1'31"20 21"59 21"26 24"26 24"09 | 4x50 m mista | Australia Robert Hurley Christian Sprenger Alicia Coutts Cate Campbell | 1'38"02 23"47 25"97 25"35 23"23 |        |                                     |                 |

### Tokyo
Fonte
| Gara                | Atleti                                                                   | Perf.                           | Gara         | Atleti                                                                 | Perf.                           | Gara   | Atleti                      | Perf.           |
| ------------------- | ------------------------------------------------------------------------ | ------------------------------- | ------------ | ---------------------------------------------------------------------- | ------------------------------- | ------ | --------------------------- | --------------- |
| Stile libero        |                                                                          |                                 |              |                                                                        |                                 |        |                             |                 |
| 50 m                | Vladimir Morozov Cate Campbell                                           | 20"72 23"47                     | 200 m        | Thomas Frazer-Holmes Katinka Hosszú                                    | 1'42"56 1'53"12                 | 800 m  | Lauren Boyle                | 8'06"15         |
| 100 m               | Vladimir Morozov Cate Campbell                                           | 45"65 51"31                     | 400 m        | Thomas Frazer-Holmes Lauren Boyle                                      | 3'38"39 3'57"68                 | 1500 m | Kōsuke Hagino               | 14'32"88        |
| Dorso               |                                                                          |                                 |              |                                                                        |                                 |        |                             |                 |
| 50 m                | Eugene Godsoe Etiene Medeiros                                            | 23"07 26"70                     | 100 m        | Eugene Godsoe Daryna Zevina                                            | 49"87 56"87                     | 200 m  | Masaki Kaneko Daryna Zevina | 1'49"76 2'01"70 |
| Rana                |                                                                          |                                 |              |                                                                        |                                 |        |                             |                 |
| 50 m                | Roland Schoeman Alia Atkinson                                            | 26"12 29"06                     | 100 m        | Christian Sprenger Alia Atkinson                                       | 57"14 1'02"99                   | 200 m  | Dániel Gyurta Mio Motegi    | 2'01"30 2'19"29 |
| Farfalla            |                                                                          |                                 |              |                                                                        |                                 |        |                             |                 |
| 50 m                | Chad le Clos Sarah Sjöström                                              | 22"26 24"91                     | 100 m        | Chad le Clos Alicia Coutts                                             | 49"01 55"30                     | 200 m  | Chad le Clos Katinka Hosszú | 1'50"33 2'04"03 |
| Misti               |                                                                          |                                 |              |                                                                        |                                 |        |                             |                 |
| 100 m               | Kōsuke Hagino Katinka Hosszú Alicia Coutts                               | \| 51"58 \| \| 57"53 \|         | 200 m        | Kōsuke Hagino Katinka Hosszú                                           | 1'51"50 2'04"52                 | 400 m  | Chad le Clos Katinka Hosszú | 3'59"23 4'25"97 |
| Staffette           |                                                                          |                                 |              |                                                                        |                                 |        |                             |                 |
| 4x50 m stile libero | Australia Tommaso D'Orsogna Trevis Mahoney Cate Campbell Bronte Campbell | 1'29"61 21"48 21"59 23"10 23"44 | 4x50 m mista | Australia Robert Hurley Christian Sprenger Alicia Coutts Cate Campbell | 1'37"84 23"46 25"91 25"19 23"28 |        |                             |                 |
| 51"58               |                                                                          |                                 |              |                                                                        |                                 |        |                             |                 |
| 57"53               |                                                                          |                                 |              |                                                                        |                                 |        |                             |                 |

### Pechino
Fonte
| Gara                | Atleti                                                                   | Perf.                           | Gara         | Atleti                                                                 | Perf.                           | Gara   | Atleti                               | Perf.           |
| ------------------- | ------------------------------------------------------------------------ | ------------------------------- | ------------ | ---------------------------------------------------------------------- | ------------------------------- | ------ | ------------------------------------ | --------------- |
| Stile libero        |                                                                          |                                 |              |                                                                        |                                 |        |                                      |                 |
| 50 m                | Vladimir Morozov Cate Campbell                                           | 20"91 23"65                     | 200 m        | Thomas Frazer-Holmes Katinka Hosszú                                    | 1'43"09 1'53"82                 | 800 m  | Mireia Belmonte                      | 8'07"59         |
| 100 m               | Vladimir Morozov Cate Campbell                                           | 45"88 51"59                     | 400 m        | Yiwen Shao Lauren Boyle                                                | 3'39"86 3'58"92                 | 1500 m | Myles Brown                          | 14'41"86        |
| Dorso               |                                                                          |                                 |              |                                                                        |                                 |        |                                      |                 |
| 50 m                | Eugene Godsoe Elizabeth Simmonds                                         | 23"07 26"83                     | 100 m        | Eugene Godsoe Emily Seebhom                                            | 50"15 57"22                     | 200 m  | Eugene Godsoe Daryna Zevina          | 1'51"29 2'01"47 |
| Rana                |                                                                          |                                 |              |                                                                        |                                 |        |                                      |                 |
| 50 m                | Roland Schoeman Alia Atkinson                                            | 25"95 29"20                     | 100 m        | Dániel Gyurta Alia Atkinson                                            | 57"34 1'03"81                   | 200 m  | Dániel Gyurta Mio Motegi             | 2'03"09 2'20"23 |
| Farfalla            |                                                                          |                                 |              |                                                                        |                                 |        |                                      |                 |
| 50 m                | Nicholas Santos Sarah Sjöström                                           | 22"13 25"24                     | 100 m        | Chad le Clos Alicia Coutts                                             | 49"41 56"00                     | 200 m  | Chad le Clos Mireia Belmonte         | 1'51"70 2'04"20 |
| Misti               |                                                                          |                                 |              |                                                                        |                                 |        |                                      |                 |
| 100 m               | Vladimir Morozov Alicia Coutts                                           | 50"97 58"08                     | 200 m        | Chad le Clos Katinka Hosszú                                            | 1'52"60 2'05"34                 | 400 m  | Thomas Frazer-Holmes Mireia Belmonte | 4'04"05 4'25"23 |
| Staffette           |                                                                          |                                 |              |                                                                        |                                 |        |                                      |                 |
| 4x50 m stile libero | Australia Tommaso D'Orsogna Trevis Mahoney Cate Campbell Bronte Campbell | 1'30"52 21"51 21"88 23"27 23"86 | 4x50 m mista | Australia Robert Hurley Christian Sprenger Alicia Coutts Cate Campbell | 1'38"23 23"49 25"94 25"51 23"29 |        |                                      |                 |